# Museo Tamayo Arte Contemporáneo
El Museo Tamayo Arte Contemporáneo, también conocido como Museo Tamayo o Museo Rufino Tamayo, es un museo localizado dentro del Bosque de Chapultepec, en la Ciudad de México en honor al artista mexicano Rufino Tamayo.
Es un museo público dedicado a presentar exposiciones de arte contemporáneo internacional y de su colección de arte moderno y contemporáneo con el fin de enriquecer la experiencia estética y fomentar el sentido crítico de los espectadores. También investiga y difunde en diversos formatos las obras de su colección, así como la obra de Rufino Tamayo.

## Historia
Desde finales de los años sesenta del siglo pasado, Rufino Tamayo comenzó a adquirir obras para conformar una colección de arte contemporáneo internacional. El artista donó esta colección con el objetivo de facilitarle al público mexicano un acercamiento al arte del Siglo XX, y con la misma meta, impulsó la creación del Museo Tamayo, el cual albergaría dicha colección. Abraham Zabludovsky y Teodoro González de León estuvieron a cargo del diseño y construcción del Museo. 
El 29 de mayo de 1981 se inauguró el recinto, con el patrocinio de Grupo Alfa y de la Fundación Cultural Televisa. Cinco años más tarde, pasó a formar parte del patrimonio nacional, bajo la administración del Instituto Nacional de Bellas Artes, mediante una reinauguración realizada el 9 de septiembre de 1986.
En 1989, con el propósito de apoyar al museo para su óptimo funcionamiento, Olga y Rufino Tamayo crearon la fundación que lleva sus nombres. Rufino Tamayo falleció en 1991, dejando al museo en manos de una unión de actores tanto públicos como privados, que garantizan la continuidad del proyecto a través de los años.

## Colección
La colección del museo se divide en dos conjuntos: el fondo moderno, reunido mayormente por Olga y Rufino Tamayo, y un fondo contemporáneo que surgió en la década de 1990 y que sigue creciendo, gracias a donaciones de artistas que han expuesto en el museo y a obras creadas ex profeso.
El fondo moderno es llamativo por la lista de grandes autores representados: Pablo Picasso, Joan Miró, Francis Bacon, Jean Dubuffet, Fernand Léger, Wifredo Lam, Pierre Soulages, Frank Auerbach, Alexander Calder, Eduardo Chillida, Salvador Dalí, Max Ernst, Josep Guinovart, Barbara Hepworth, Hans Hartung, Willem de Kooning, Roy Lichtenstein, René Magritte, Manolo Millares, Robert Motherwell, Georgia O'Keeffe, Arnaldo Pomodoro, Mark Rothko, Antoni Tàpies, Joaquín Torres García, Victor Vasarely, Andy Warhol

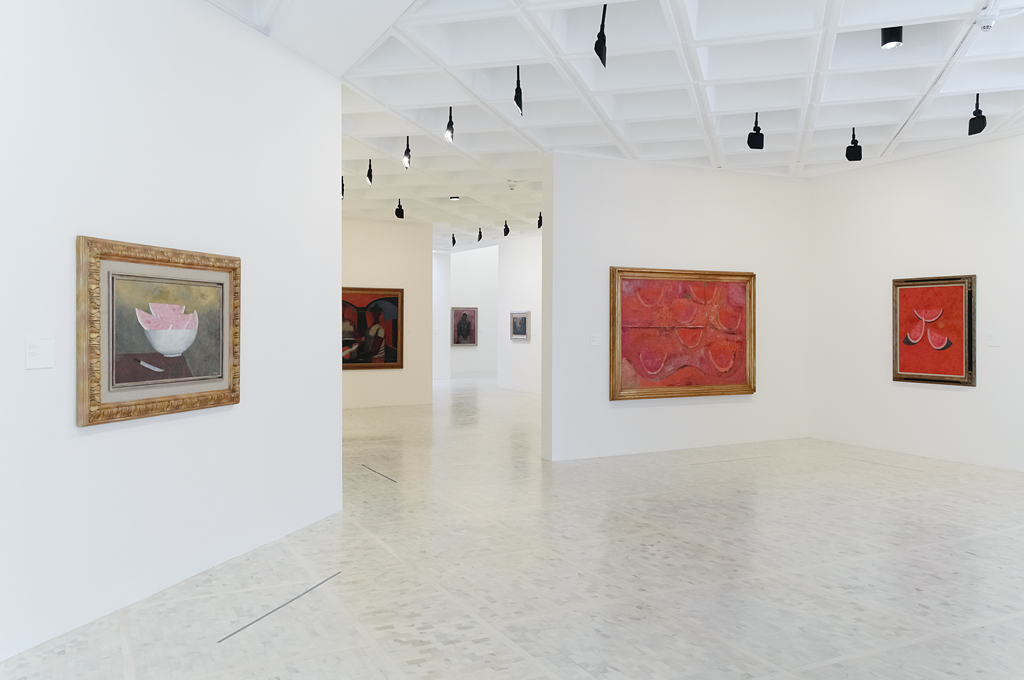
Exhibición Tamayo Trayectos para la reapertura del museo en el 2012

## Arquitectura

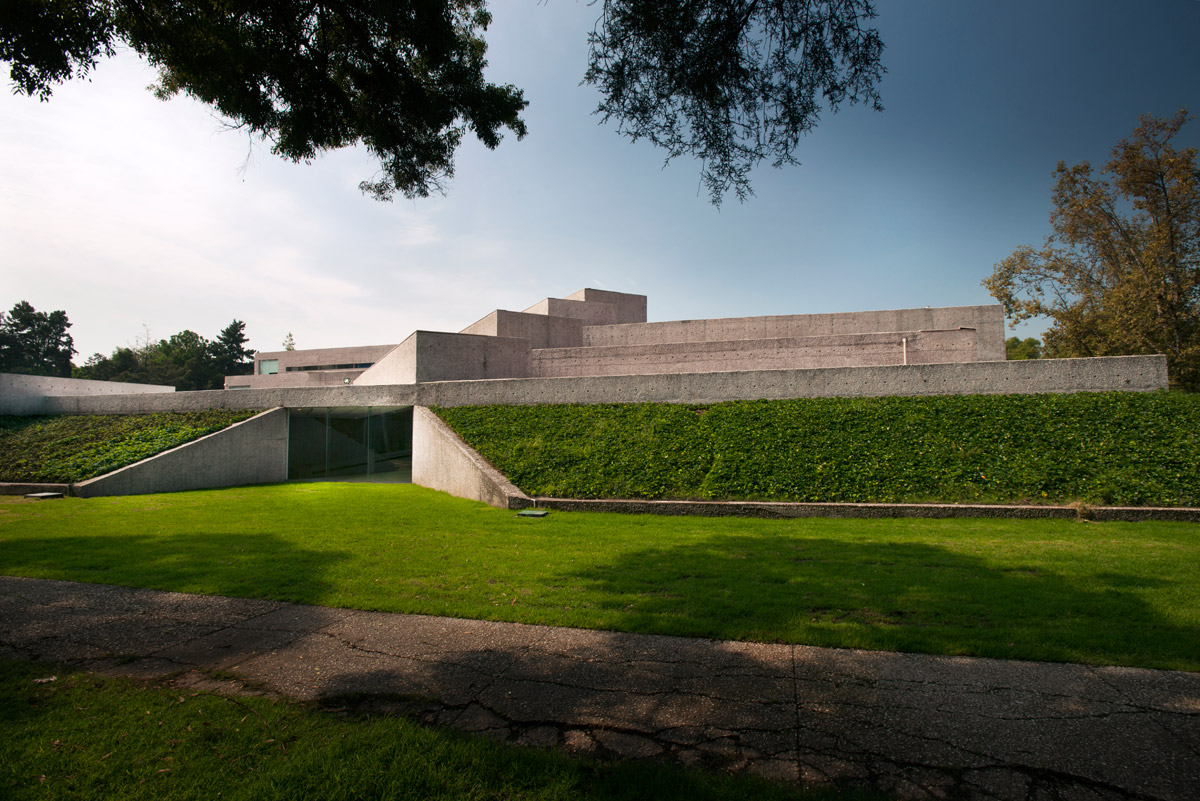
Museo Tamayo - Arquitectura

Rufino Tamayo siempre estuvo interesado en que el recinto que albergara su colección de arte se encontrara dentro de la primera sección del Bosque de Chapultepec. El gobierno local autorizó ceder una parte de terreno del bosque, donde anteriormente se localizaba el Campo Azteca de golf. Fue entonces cuando el artista convocó a los arquitectos mexicanos Teodoro González de León y Abraham Zabludovsky para el proyecto del edificio, el cual se convertiría en una pieza más de la colección.
El diseño comenzó en 1972, mientras que la construcción arrancó hasta 1979 y concluyó dos años después, en 1981. El resultado es un edificio que los hizo merecedores al Premio Nacional de Ciencias y Artes, en el rubro “Bellas Artes”, en 1982. Considerado como uno de los pocos ejemplos en México de arquitectura contemporánea destinada desde su proyecto original a la labor museística, el edificio se incorpora armónicamente al entorno gracias a su forma piramidal, lo que remite a la herencia arquitectónica prehispánica. 
El edificio no es un cuerpo que invade el bosque, sino que se integra al terreno que lo rodea en virtud de su estructura de varios niveles, que se concentra sobre sí mismo en volúmenes ciegos de concreto escalonado hacia el centro, que al estar disimulados, dan la sensación de que el edificio brota del suelo. Para lograrlo, los arquitectos incorporaron taludes con vegetación, los cuales son parte fundamental de la composición del edificio y establecen la relación primordial con el Bosque de Chapultepec. En la construcción del edificio se empleó, principalmente, concreto armado con piedras de mármol blanco, así como cristal y madera para los pisos. Se puso especial atención en el diseño de los espacios interiores que, iluminados con luz natural y artificial, crean diversas atmósferas que intensifican la relación del visitante con las obras de arte.

## Ampliación
A pesar de que en 1994 se realizó un proyecto para dotar al edificio se espacios adecuados para realizar programas culturales y educativos, no fue sino hasta 2009 que se decidió realizar la ampliación por parte del Instituto Nacional de Bellas Artes, el Consejo Nacional para la Cultura y las Artes (CONACULTA) y la Fundación Olga y Rufino Tamayo, A.C. 
Después de más de 30 años de vida, el Museo Tamayo cerró sus puertas durante un año (agosto, 2011 – agosto, 2012) para su remodelación y ampliación arquitectónica, Teodoro González de León, uno de los autores originales del edificio, estuvo a cargo del proyecto. El edificio creció un 30%, conservando su emblemática forma y estética, con espacios e instalaciones nuevas y remodeladas para ofrecer más exposiciones, facilidades y oferta de actividades. El 21 de agosto, el presidente Felipe Calderón Hinojosa reinauguró el museo.

## Interior
El museo cuenta con salas de exhibición, sala educativa en donde se llevan a cabo talleres y actividades pedagógicas, un auditorio, un centro de documentación,  y tienda.

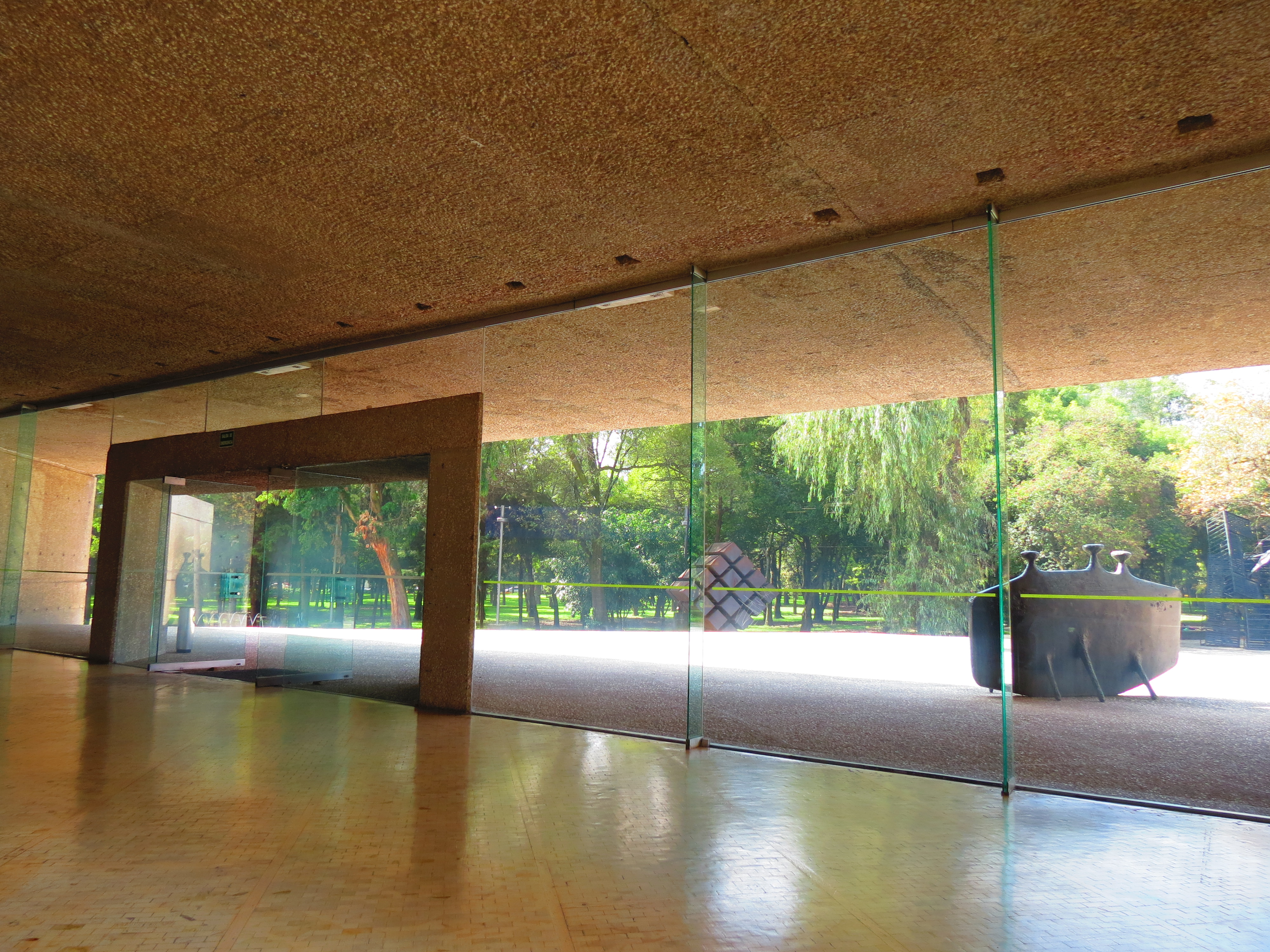
Interior Entrada - Museo Tamayo
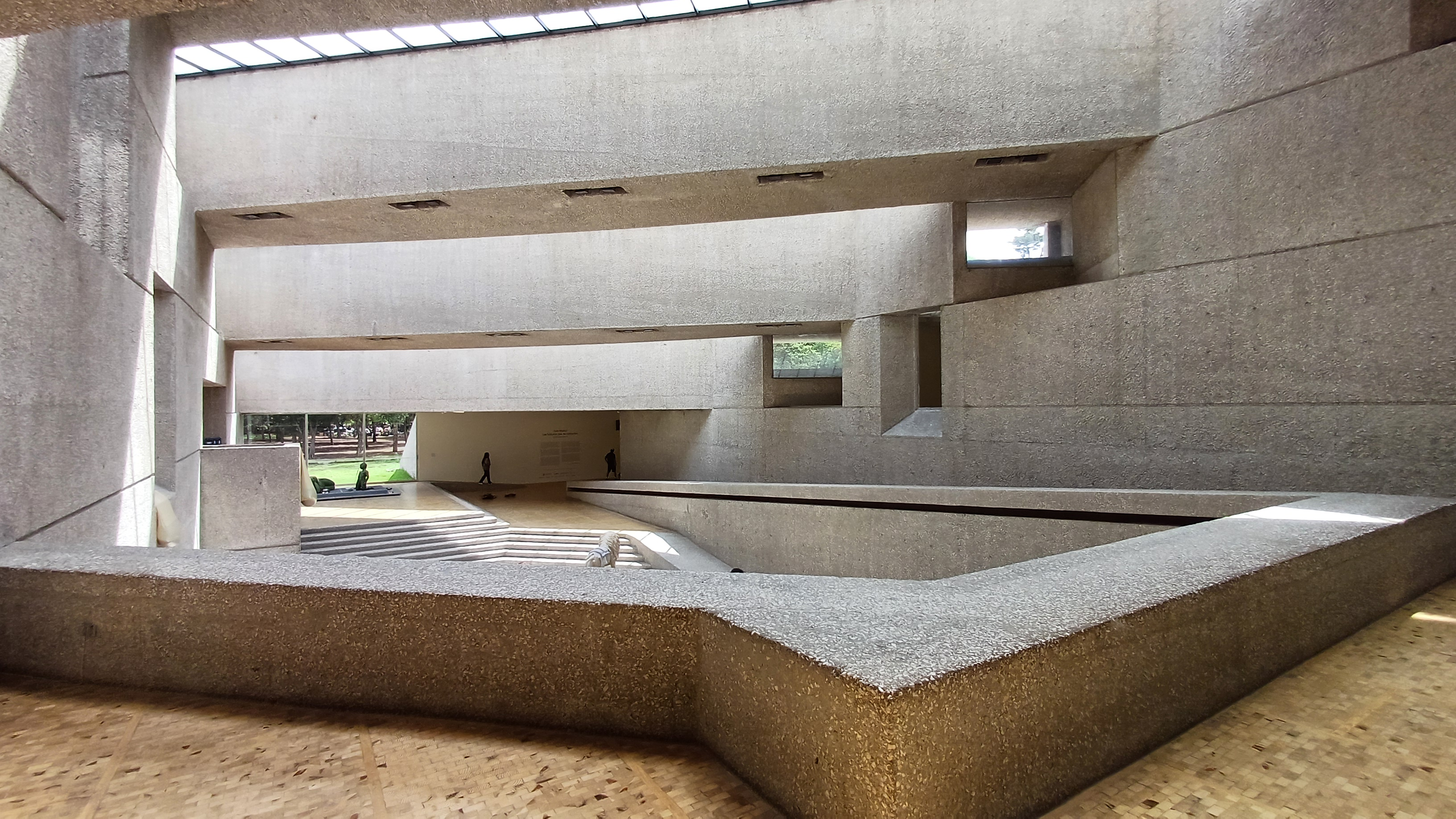
Interior Sala principal - Museo Tamayo
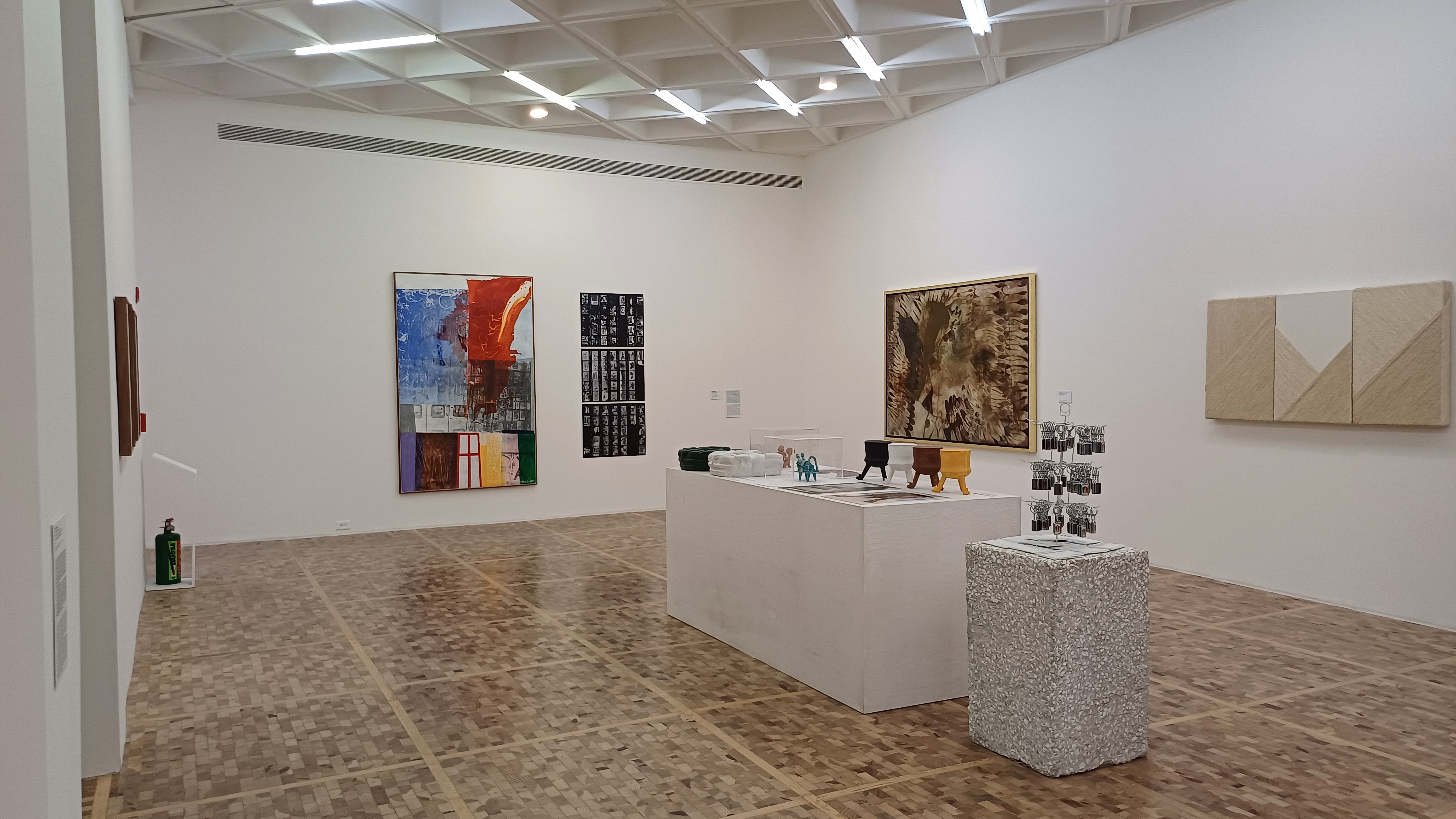
Interior - Museo Tamayo